# Наталія Дорадо
Наталія Дорадо (ісп. Natalia Dorado, 25 лютого 1967) — іспанська хокеїстка на траві.
Олімпійська чемпіонка 1992 року, учасниця 1996 року.
Срібна призерка Чемпіонату Європи 1995 року.